# نات‌وست مارکتس
نات‌وست مارکتس (انگلیسی: NatWest Markets) شرکت خدمات مالی بریتانیایی است، که در سال ۱۹۹۲ توسط بانک نات‌وست تأسیس شد.